# Estação Créteil - Préfecture
Créteil - Préfecture é uma estação da linha 8 do Metrô de Paris, localizada na cidade de Créteil.

## História
A estação, estabelecida na superfície, foi aberta em 10 de setembro de 1974. Como o próprio nome sugere, ela permite acesso à Prefeitura do Vale do Marne, localizada a cerca de 750 metros. Ela porta como subtítulo Hôtel de Ville, embora a Prefeitura de Créteil esteja a mais de 600 metros e exija a travessia do shopping center Créteil Soleil.
A estação é o ponto final da linha entre 1974 e 2011, ano de abertura da estação Pointe du Lac que liga o estádio do Créteil à capital.
Em 2011, 4 865 573 passageiros entraram nesta estação. Em 2012, foram 4 443 410 passageiros. Ela viu entrar 4 986 457 passageiros em 2015, o que a coloca na 84ª posição das estações de metrô por sua frequência.

## Serviços aos passageiros

### Acesso

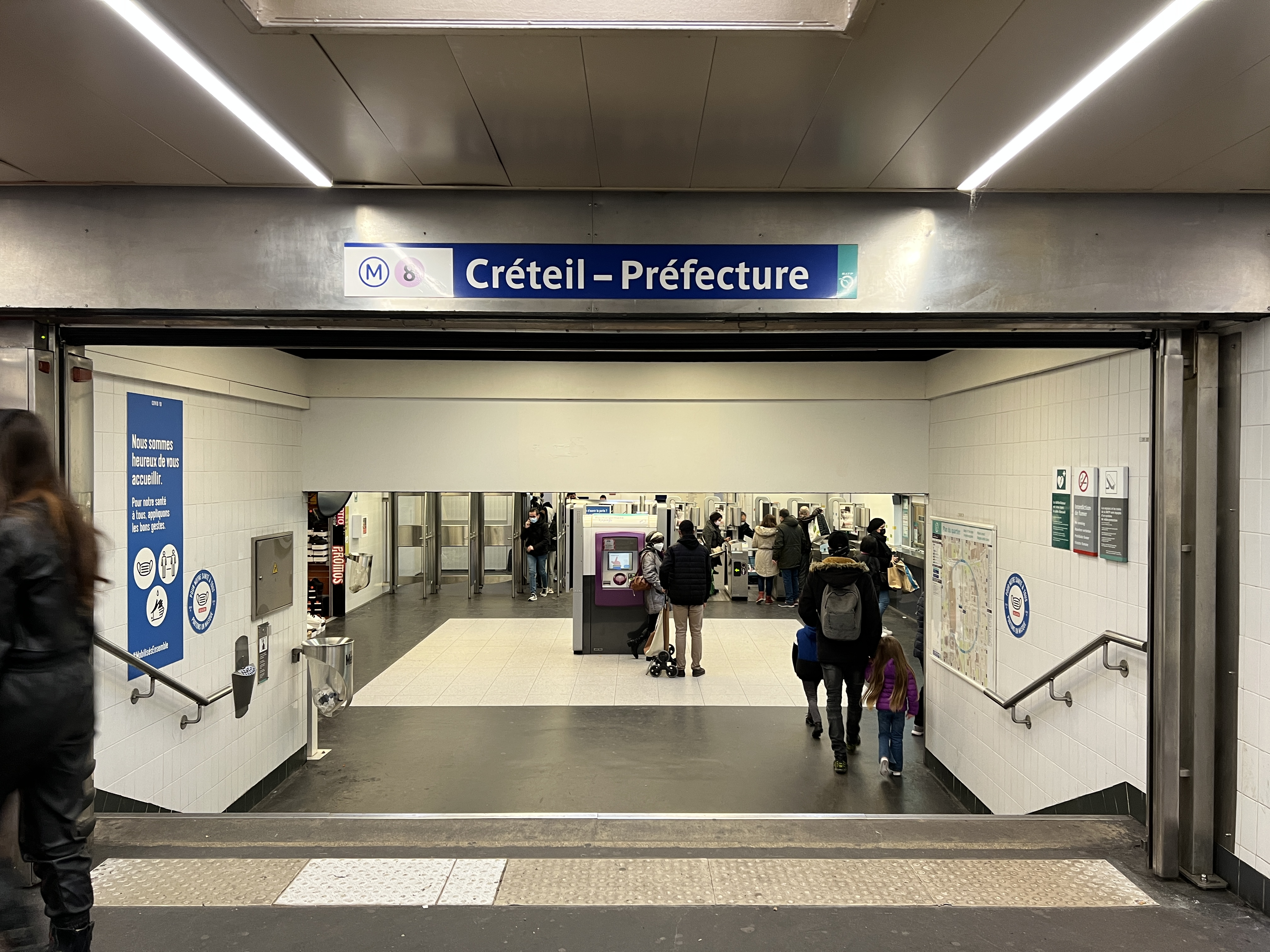
Acesso único da estação.

A estação é acessível através de uma passarela para pedestres que liga o centro comercial Créteil Soleil e a avenue du Docteur-Paul-Casalis.

### Plataformas
A estação possui três vias enquadrando duas plataformas laterais, os trens circulando nas duas vias laterais. Os assentos são no estilo "Motte" de cor azul.

### Intermodalidade
A estação é servido pelas linhas 117, 181, 281 e 308 da rede de ônibus RATP, as linhas B, K, O1 e O2 da rede de ônibus STRAV e as linhas 12 e 23 de rede de ônibus SETRA.

## Pontos turísticos
- O shopping center Créteil Soleil.
- O Lago de Créteil.
- A Prefeitura do Vale do Marne, cujo edifício com reflexos acobreados fica em um jardim paisagístico. O Monumento da Deportação em frente a ele é de Jean Cardot.
- A Maison des arts et de la culture de Créteil.